# Joseba Zaldúa
Pour les articles homonymes, voir Zaldúa.
Joseba Zaldúa Bengoetxea, né le 24 juin 1992 à Saint-Sébastien (Espagne), est un footballeur espagnol évoluant au poste d'arrière droit.

## Biographie
Il joue quatre matchs en Ligue Europa lors de la saison 2014-2015 avec le club de la Real Sociedad.
Il est demi-finaliste de la Coupe du Roi en 2014 avec cette équipe.